# XO-5b

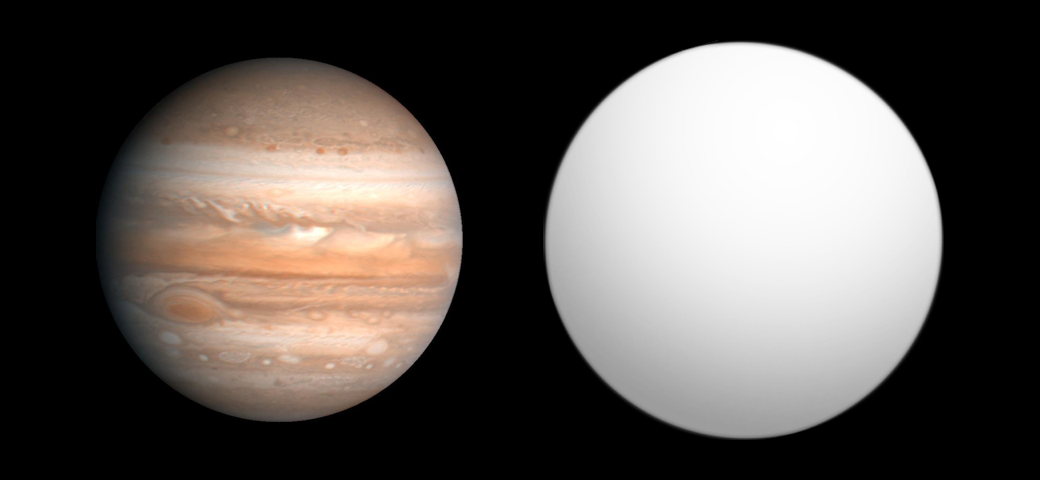

XO-5b는 살쾡이자리 방향으로 지구로부터 약 831광년 떨어져 있는 외계 행성이다. 이 행성은 2008년 McCullough 연구진이 트랜싯법을 이용하여 발견했다. 행성의 질량은 목성의 1.15배이며 반지름 역시 목성의 1.15배로 추측된다. 여기서 계산한 밀도는 물과 거의 같다(1000 kg/m3). XO-5b는 G형의 모항성으로부터 매우 가까운 곳을 돌고 있기 때문에 뜨거운 목성으로 분류 가능하며, 1회 공전에 걸리는 시간은 4.188일(100.5시간)에 불과하다. 항성으로부터의 거리는 고작 7600000km (0.0508AU)이다. 공전궤도는 거의 원에 가깝다.XO-5b는 전형적인 뜨거운 목성이므로, 대기 상층부는 리튬, 소듐, 포타슘의 구름층이, 보다 깊은 층에는 규소 기체의 구름층이 펼쳐져 있을 것으로 추정된다.